# 克羅皮夫尼茨基車站
克羅皮夫尼茨基（羅馬化：Kropyvnytskyi）是位於烏克蘭基洛夫格勒州克羅皮夫尼茨基的主要鐵路車站，啟用於1868年。在第二次世界大戰期間，車站大樓被摧毀。新車站於1954年在原址以古典主義元素重建。
在歷史上，克羅皮夫尼茨基這座城市曾數次改名，車站名稱也經常隨之更換。最近一次於2017年3月23日，車站由基洛沃格勒車站更為現名（惟城市已於2016年7月14日更名）。